# جائزة المجر الكبرى 2012
جائزة المجر الكبرى 2012 (بالإنجليزية: 2012 Hungarian Grand Prix)‏ هو سباق فورمولا 1 أقيم بتاريخ 29 يوليو 2012 في حلبة المجر. كان الحادي عشر من أصل 20 في بطولة العالم لسباقات الفورمولا واحد موسم 2012. حلّ البريطاني لويس هاملتون أولا بينما جاء الفنلندي كيمي رايكونن في المركز الثاني وحصل على المركز الثالث الفرنسي رومان غروجان.